# Championnat d'Israël de football 2008-2009
Navigation
Championnat d'Israël 2007-2008 Championnat d'Israël 2009-2010
Le Championnat d'Israël de football 2008-2009 est la 57e édition de ce championnat.

## Classement
| Rang | Équipe                     | Pts | J  | G  | N  | P  | Bp | Bc | Diff |
| ---- | -------------------------- | --- | -- | -- | -- | -- | -- | -- | ---- |
| 1    | Maccabi Haïfa              | 67  | 33 | 19 | 10 | 4  | 49 | 24 | +25  |
| 2    | Hapoël Tel-Aviv            | 61  | 33 | 17 | 10 | 6  | 49 | 28 | +21  |
| 3    | Betar Jérusalem -3         | 57  | 33 | 16 | 12 | 5  | 47 | 28 | +19  |
| 4    | Maccabi Netanya            | 54  | 33 | 14 | 12 | 7  | 40 | 32 | +8   |
| 5    | Bnei Yehoudah              | 49  | 33 | 14 | 7  | 12 | 38 | 31 | +7   |
| 6    | Maccabi Tel-Aviv           | 44  | 33 | 11 | 11 | 11 | 36 | 35 | +1   |
| 7    | Maccabi Petah-Tikvah       | 39  | 33 | 8  | 15 | 10 | 26 | 33 | -7   |
| 8    | MS Ashdod                  | 38  | 33 | 10 | 8  | 15 | 41 | 48 | -7   |
| 9    | Hapoël Bnei Sakhnin        | 33  | 33 | 7  | 12 | 14 | 26 | 41 | -15  |
| 10   | Hapoël Petah-Tikvah        | 31  | 33 | 8  | 7  | 18 | 30 | 42 | -12  |
| 11   | Hakoah Amidar Ramat Gan    | 29  | 33 | 6  | 11 | 16 | 26 | 46 | -20  |
| 12   | Hapoël Ironi Kiryat Shmona | 27  | 33 | 6  | 9  | 18 | 24 | 44 | -20  |

|  | Champion              |
|  | Barrage de relégation |
|  | Relégué               |

## Barrage de relégation
| 2 juin 2009 | Maccabi Ahi Nazareth (D2) | 2-1 | Hakoah Amidar Ramat Gan (D1) |  |  |
|             |                           |     |                              |  |  |

| 6 juin 2009 | Hakoah Amidar Ramat Gan (D1) | 1-2 | Maccabi Ahi Nazareth (D2) |  |  |
|             |                              |     |                           |  |  |

## Bilan de la saison
| Tableau d'Honneur                |                 |
| Compétition                      | Vainqueur       |
| Championnat d'Israël de football | Maccabi Haïfa   |
| Coupe d'Israël de football       | Betar Jérusalem |

| Promotions et relégations |                                                                                                  |
| Relégués en Liga Leumit   | Hakoah Amidar Ramat Gan Hapoël Ironi Kiryat Shmona                                               |
| Promus en Ligat ha'Al     | Hapoël Haïfa Hapoël Acre Hapoël Beer-Sheva Hapoël Ramat-Gan Hapoël Ra'anana Maccabi Ahi Nazareth |